# Michelle Yeoh
Michelle Yeoh 杨紫琼, pinyin: Yang Ziqiong (født 6. august 1962 i Ipoh i Perak i Malaysia) er en kinesisk-malaysisk danserinde og skuespillerinde. Hun er kendt for sin hovedrolle i filmen Everything Everywhere All at Once, der indbragte hende en Oscar for bedste kvindelige hovedrolle ved Oscaruddelingen i 2023. Herudover har hun medvirket som "bond-babe "i Tomorrow Never Dies fra 1997 og som Yu Shu-lien i Tiger på spring, drage i skjul fra 2000.
Hun blev uddannet som balletdanser i Storbritannien, og blev efter sin hjemkomst til Malaysia kåret som Miss Malaysia 1983. Hun etablerede sig senere i Hongkong, først som model og senere som filmskuespiller med i dag over 20 film bag sig.
Hun var tidligere gift med Hong Kong forretningsmanden Dickson Poon og hendes nuværende kæreste er franske Jean Todt.[kilde mangler]

## Filmografi i udvalg
- 1993 – The Heroic Trio
- 1997 – Tomorrow Never Dies
- 2000 – Tiger på spring, drage i skjul
- 2005 – Memoirs of a Geisha
- 2008 – Babylon A.D.
- 2011 – The Lady
- 2019 – Last Christmas
- 2022 – Everything Everywhere All at Once